# Президентская кампания Джорджа Буша — младшего (2000)
Президентская кампания Джорджа Буша — младшего началась 12 июня 1999 года, когда тогдашний губернатор Техаса Джордж Уокер Буш (сын 41-го президента и 43-го вице-президента США Джорджа Герберта Уокера Буша) объявил о своем намерении принять участие в президентских выборах 2000 года, выдвинувшись от Республиканской партии. 
Джордж Уокер Буш начал свою политическую карьеру в 1994 году, когда был избран губернатором штата Техас. 
Президентские выборы он по итогу выиграл с минимальным отрывов, получив 271 голосов выборщиков против 266 у его оппонента Альберта Гора.

## Праймериз
Во время внутрипартийных праймериз в январе-марте 2000 года Буш в основном соперничал с сенатором от штата Аризона и бывшим (в 1983-1987 годах) членом Палаты представителей США Джоном Маккейном.
В качестве возможных номинантов также рассматривались: Дэнфорт Куэйл и Элизабет Доул, занимавшие должности вице-президента и министра труда в администрации Буша-старшего. Однако, они имели неоднозначную репутацию и не смогли найти спонсора для финансирования кампании, поэтому отказались от участия в выборах еще до начала праймериз.
Маккейн выиграл праймериз в 7 штатах из 24, где он смог привлечь к себе внимание участием во Вьетнамской войне. Однако, он проиграл праймериз в большей части штатов, кроме того у него не хватало личных средств для финансирования кампании, и 9 марта он объявил о её прекращении.
14 марта Буш получил предварительную номинацию на выборах.

## Выдвижение и выборы

Карта выборов на 07.11.2000

В августе 2000 года прошел съезд Республиканской партии, по итогам которого, 3 августа Буш-младший был официально выдвинут кандидатом в президенты США, а Ричард (Дик) Чейни (министр обороны в администрации его отца — Джорджа Буша-старшего) утвержден вице-президентом на предстоящих выборах. В качестве вице-президента также рассматривался бывший сенатор от Миссури Джон Дэнфорт.
На прошедшем с 14 по 17 августа съезде Демократической партии, в качестве кандидата в президенты был утвержден тогдашний (в кабинете Билла Клинтона) вице-президент США и бывший сенатор, а также член Палаты представителей от штата Теннеси Альберт Гор. В качестве вице-президента был выдвинут сенатор от штата Коннектикут Джозеф Либерман.
В октябре 2000 года прошли теледебаты кандидатов в президенты, в которых Буш одержал победу.

### Выборы
7 ноября 2000 года состоялся день голосования.
Кандидаты шли с практическими равными голосами, Буш-младший по итогу получил меньше голосов, чем его оппонент (47,9% против 48,4 соответственно). Однако, Бушу удалось заручиться поддержкой 271 голоса выборщиков, против 266 у Гора, в результате чего он был избран президентом.

## Переходный период и инаугурация

Инаугурация 20 января 2001

Гор признал свое поражение далеко не сразу и предпринял множество попыток отменить результаты выборов.
Пересчет голосов несколько раз происходил в штате Флорида, так как по словам Гора там имели место быть фальсификации и ряд нарушений.
Пересчет прекратился 12 декабря, когда Верховный суд США пятью голосами против четырёх постановил прекратить подсчет голосов. На следующий день, 13 декабря, Гор признал свое поражение и позвонил Бушу, чтобы поздравить его с победой.
15 декабря Буш начал формирование своей администрации, работу над чем завершил 3 января 2001 года. 
6 января открылось объединенное заседание палат Конгресса США, для утверждения победы Буша. В ходе заседания, 20 членов Палаты представителей вставали со своих мест и возражали против результатов выборов. Однако, сенаторы, возражения которых были также необходимы, не стали протестовать. В результате чего победа Буша была окончательно сертифицирована и подтверждена, поставив точку в выборах 2000 года. Примечательным является также тот факт, что Гор лично был за утверждение выборов и был не согласен с протестующими в его пользу членами Палаты представителей.
20 января состоялась первая инаугурация Джорджа Уокера Буша.